# Amare (La Rappresentante di Lista)
Amare è un singolo del gruppo musicale italiano La Rappresentante di Lista, pubblicato il 4 marzo 2021 come secondo estratto dal quarto album in studio My Mamma.
Il brano è stato eseguito per la prima volta durante la seconda serata del Festival di Sanremo 2021.

## Descrizione
Il brano ha partecipato in gara nella sezione Campioni al Festival di Sanremo 2021, dov'è stato eseguito per la prima volta dal vivo il 3 marzo 2021 e si è piazzato all'undicesimo posto nella classifica finale.
In un'intervista esclusiva realizzata per RaiPlay, il gruppo ha descritto il proprio brano come «una canzone che parla di corpi, di vita, di comunità, della ricerca di una rinascita, di un senso di libertà e d'amore». Il gruppo ha poi aggiunto che «Amare è una canzone emozionante, una canzone appassionata e parla di rinascita. Ha avuto una gestazione molto lunga e ha trovato la sua forma espressiva ultima insieme a Dardust, con la sua produzione».

## Video musicale
Il video, diretto da Alessandra Leone e girato presso gli edifici dei Cantieri Culturali alla Zisa di Palermo, è stato pubblicato il 4 marzo 2021 sul canale YouTube del gruppo.

## Tracce
Testi di Veronica Lucchesi e Dario Mangiaracina, musiche di Veronica Lucchesi e Dario Mangiaracina, Roberto Cammarata e Dario Faini.
1. Amare – 3:21

## Formazione
Hanno partecipato alle registrazioni, secondo le note di copertina di My Mamma:
Gruppo
- Veronica Lucchesi – voce
- Dario Mangiaracina – sintetizzatore aggiuntivo

Altri musicisti
- LRDL Band
  - Marta Cannuscio – udu, darabouka, conga, percussioni
  - Roberto Calabrese – batteria, percussioni
  - Enrico Lupi – sintetizzatore aggiuntivo
  - Erika Lucchesi – chitarra acustica
- Dardust – composizione strumenti ad arco, pianoforte, programmazione, sintetizzatore
- Roberto Cammarata – chitarra elettrica e baritona, programmazione batteria elettronica e sintetizzatore
- Francesco Incandela – arrangiamento strumenti ad arco, primo violino, strumenti ad arco
- Carmelo Drago – basso elettrico
- Davide Rizzuto – secondo violino
- Antonio Tralongo – viola
- Giuseppe D'Amato – violoncello
- Gianmarco Grande – percussioni aggiuntive

Produzione
- Dardust – produzione
- La Rappresentante di Lista – produzione
- Vanni Casagrande – assistenza alla programmazione
- Gianmarco Grande – registrazione voce
- Andrea Suriani – missaggio, mastering
- Marco Romanelli – registrazione strumenti ad arco

## Classifiche
| Classifica (2021) | Posizione massima |
| ----------------- | ----------------- |
| Italia            | 11                |